# Luchien (série télévisée d'animation)
Luchien est une série télévisée d’animation en image de synthèse 3D belgo-suisse, adaptée des livres d’humour « Les Pensées du Chien » publiés aux éditions du Tricorne. Ces dessins animés, tout comme les livres, ont été créés par le dessinateur suisse SEN et l’humoriste belge Bruno Taloche (frère aîné du duo Les Frères Taloche). Les réalisateurs sont les belges Ferdinand Kech et Michel Trutin. La saison 1 comprend 1 pilote et 26 épisodes d’une minute, diffusée pour la première fois le 10 novembre 2013 sur la RTBF (Belgique). La saison 2, comprenant 52 épisodes d’une minute, a été diffusée pour la première fois le 22 avril 2019 également sur la RTBF. Par la suite, la série s'est vendue dans plusieurs pays.

## Synopsis
Luchien est une série d’animation court-métrage basée sur le comique de situation. Les épisodes sont une succession de gags burlesques. Luchien, personnage principal, est confronté à des situations cocasses. Il est accompagné dans ses aventures d’un perroquet facétieux prénommé Gabin, et d'un autre chien, Archie (dès la saison 2). Gabin et Archie n’auront de cesse de faire tourner en bourrique Luchien. 

## Personnages
Luchien : Il est le personnage principal de la série. C’est un chien qui a un don certain pour transformer les situations les plus simples en événements compliqués. Cela dit, il sait se montrer ingénieux pour démêler les différents problèmes.
Gabin : Il est le faire-valoir du héros. C’est un perroquet haut en couleur, oiseau de bon augure, fidèle et de bonne composition, alternant paresse et énergie débordante. Il assiste souvent aux malheurs de son compagnon d’infortune Luchien.
Archie : Il est le cousin de Luchien. C’est donc également un chien. Archie est suffisant voir outrecuidant. Il pense tout savoir. Frimeur et prétentieux, c'est un donneur de leçon. Il agace régulièrement Luchien. Il est crâneur et peut se montrer insupportable.

## Fiche technique
- Titre original : Luchien
- Création et scénario : Philippe SEN et Bruno Taloche
- Réalisation : Ferdinand Kech et Michel Trutin
- Doubleurs : Bruno Taloche (Luchien), Fabian Le Castel (Gabin), Freddy Tougaux (Archie)[6]
- Sociétés de production : Truffe Productions SPRL, en coproduction avec RTBF, Diwa Media, Tax Shelter et Wallimage
- Société de distribution : Monster Entertainment Ltd
- Pays d’origine :  Belgique et  Suisse
- Chaîne d’origine : RTBF
- Genre : série d’animation en image de synthèse 3D
- Format : Full HD
- Nombre de saisons : 2
- Nombre d’épisodes : 78
- Durée : 1 minute par épisode
- Diffusion originale :
  - Saison 1 : 10 novembre 2013
  - Saison 2 : 22 avril 2019

## Épisodes

### Pilote
| Numéro de l'épisode | Titre                |
| ------------------- | -------------------- |
| 0                   | Le Saut à l'asperche |

### Saison 1
| Numéro de l'épisode | Titre                  |
| ------------------- | ---------------------- |
| 1                   | Titanic                |
| 2                   | L’Équitation           |
| 3                   | Un chien qui vole      |
| 4                   | Entraînement de boxe   |
| 5                   | Comme un aigle         |
| 6                   | Le Sapin de Noël       |
| 7                   | Sauver une feuille     |
| 8                   | Travail d’artiste      |
| 9                   | Le Pianiste            |
| 10                  | La Vaisselle           |
| 11                  | Le Duel                |
| 12                  | La Pêche               |
| 13                  | Le Tir à l’arc         |
| 14                  | L’Imitateur            |
| 15                  | L’Ombre                |
| 16                  | La Brosse              |
| 17                  | La Raquette            |
| 18                  | La Batterie            |
| 19                  | La Vidange             |
| 20                  | Le Voleur              |
| 21                  | L’Horloge parlante     |
| 22                  | La Gourmandise         |
| 23                  | Le Jardinier           |
| 24                  | Chantons sous la pluie |
| 25                  | Le Saut à la perche    |
| 26                  | La Glissade            |

### Saison 2
| Numéro de l'épisode | Titre                      |
| ------------------- | -------------------------- |
| 1                   | La Pétanque                |
| 2                   | La Course hippique         |
| 3                   | Le Harpon                  |
| 4                   | Le Cerf-volant             |
| 5                   | Le Combiné nordique        |
| 6                   | Prendre avec des pincettes |
| 7                   | Le Mirage                  |
| 8                   | Haltérophilie              |
| 9                   | Balade en mer              |
| 10                  | Coquillages et Crustacés   |
| 11                  | La Clôture                 |
| 12                  | Baseball                   |
| 13                  | Le hamac                   |
| 14                  | Interdit                   |
| 15                  | La Pêche                   |
| 16                  | Une bouteille à la mer     |
| 17                  | La Montgolfière (partie 1) |
| 18                  | La Montgolfière (partie 2) |
| 19                  | Sauvetage                  |
| 20                  | Le Détecteur (partie 1)    |
| 21                  | Le Détecteur (partie 2)    |
| 22                  | Perdu en mer               |
| 23                  | Le Bonhomme de neige       |
| 24                  | Volley                     |
| 25                  | Noël sous la mer           |
| 26                  | BBQ                        |
| 27                  | Le Boomerang (partie 1)    |
| 28                  | Le Boomerang (partie 2)    |
| 29                  | La Porte (partie 1)        |
| 30                  | La Porte (partie 2)        |
| 31                  | La Porte (partie 3)        |
| 32                  | La Porte (partie 4)        |
| 33                  | La Porte (partie 5)        |
| 34                  | Ping-pong                  |
| 35                  | La Course                  |
| 36                  | La Noix de coco (partie 1) |
| 37                  | L’Aviron                   |
| 38                  | Le Tennis                  |
| 39                  | Les Oursins                |
| 40                  | La Pêche aux crevettes     |
| 41                  | Massacre à la tronçonneuse |
| 42                  | La Noix de coco (partie 2) |
| 43                  | Le Tunnel                  |
| 44                  | l'Avion en papier          |
| 45                  | Le Surf                    |
| 46                  | La Cascade                 |
| 47                  | La Noix de coco (partie 3) |
| 48                  | Jokari                     |
| 49                  | Le Ventilateur             |
| 50                  | Touché, coulé              |
| 51                  | Le Kayak                   |
| 52                  | La Pêche à l'araignée      |

### Court-métrage spécial
| Numéro de l'épisode | Titre                          |
| ------------------- | ------------------------------ |
| 1                   | Open House Day (durée de 3'30) |